# Andrija Mohorovičić (BŠ-72)
Le Andrija Mohorovičić (BŠ-72) est un navire de guerre de la flotte de la marine militaire croate. C'est désormais un navire-école. Il a été construit au chantier naval polonais Stocznia Północna (Gdansk), en tant que navire de la classe des navires hydrographiques soviétiques du Project 861 (désignation OTAN, classe Moma).

## Historique
Le navire a été construit en 1971 et est entré en service en 1972 (désignation PH-33). Le but initial du navire était la recherche hydrographique, c'est-à-dire qu'il servait de laboratoire flottant de l'Institut hydrographique d'État. Le navire a été saisi en 1991, quand il a rejoint la flotte croate. Aujourd'hui, il sert de navire-école pour les besoins de la Garde côtière croate.
En plus de contrôler la zone économique exclusive de la Croatie, il sert de navire-école pour les cadets et les officiers subalternes et les sous-officiers pour la formation en mer et est destiné aux besoins de recherche et sauvetage en mer, ainsi qu'à l'évacuation de la population des îles.
La seule arme à bord est le canon de défense aérienne de 20 mm.

## Galerie

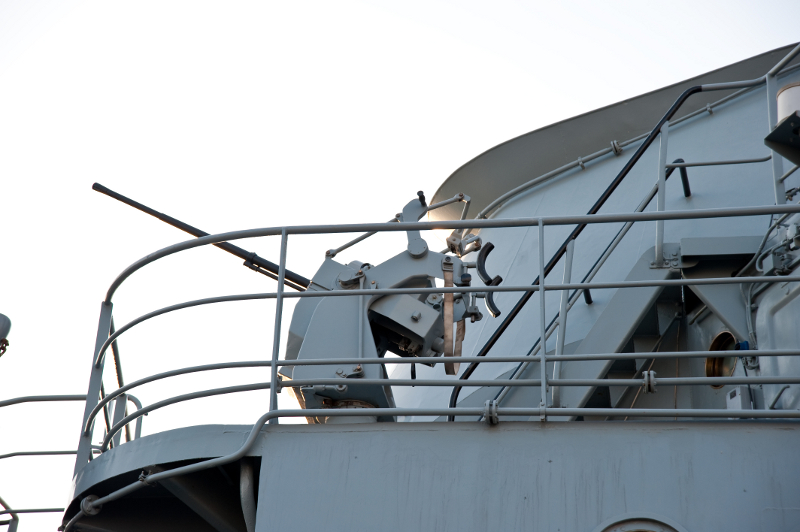
Canon de 20 mm
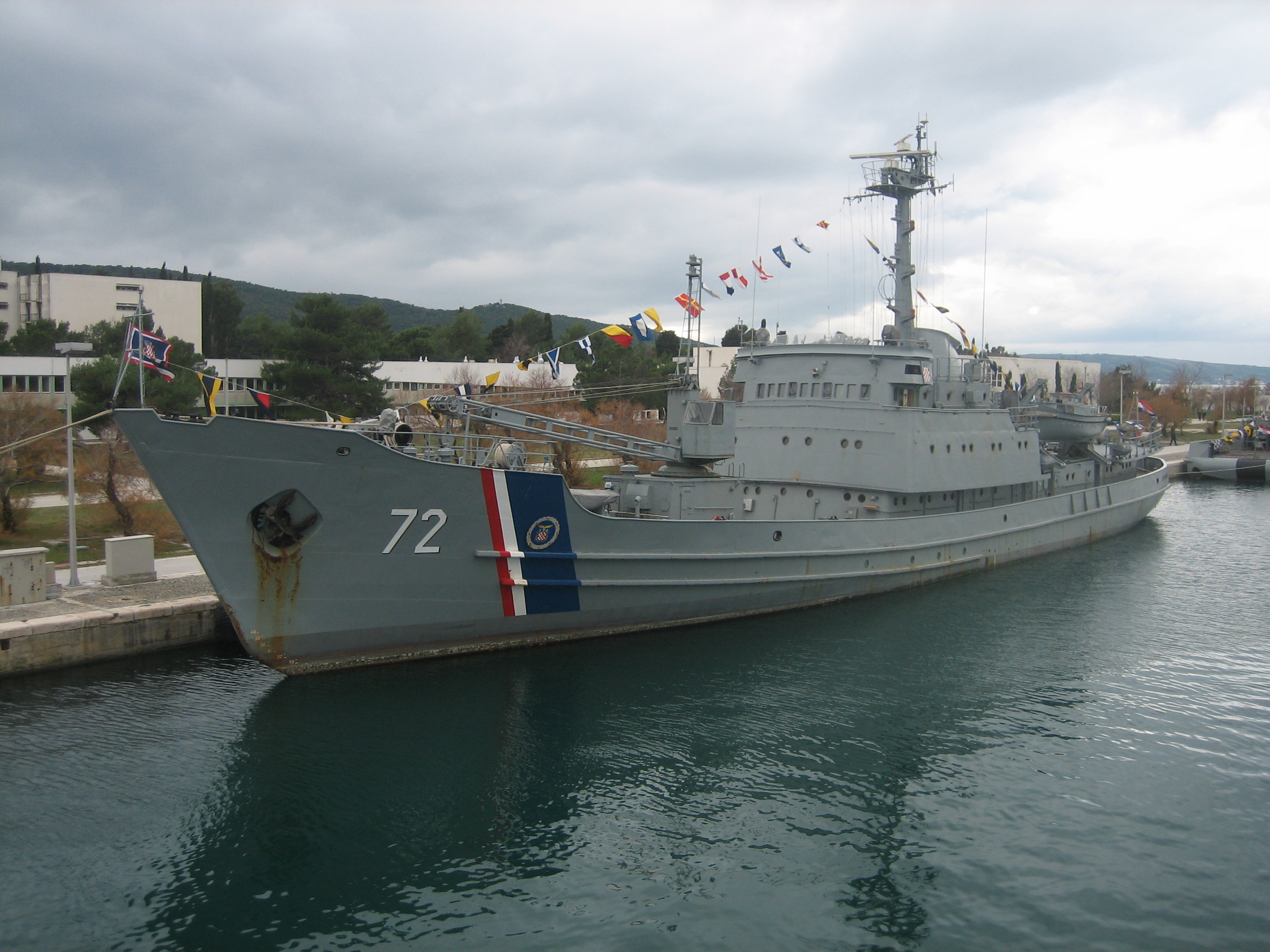
BŠ-72 Andrija Mohorovičić
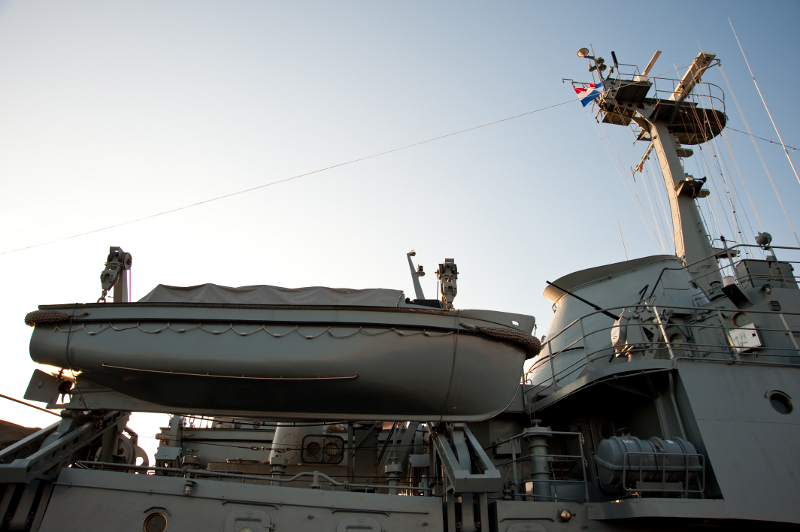
Embarcation de sauvetage